# Teofilija Batschynska

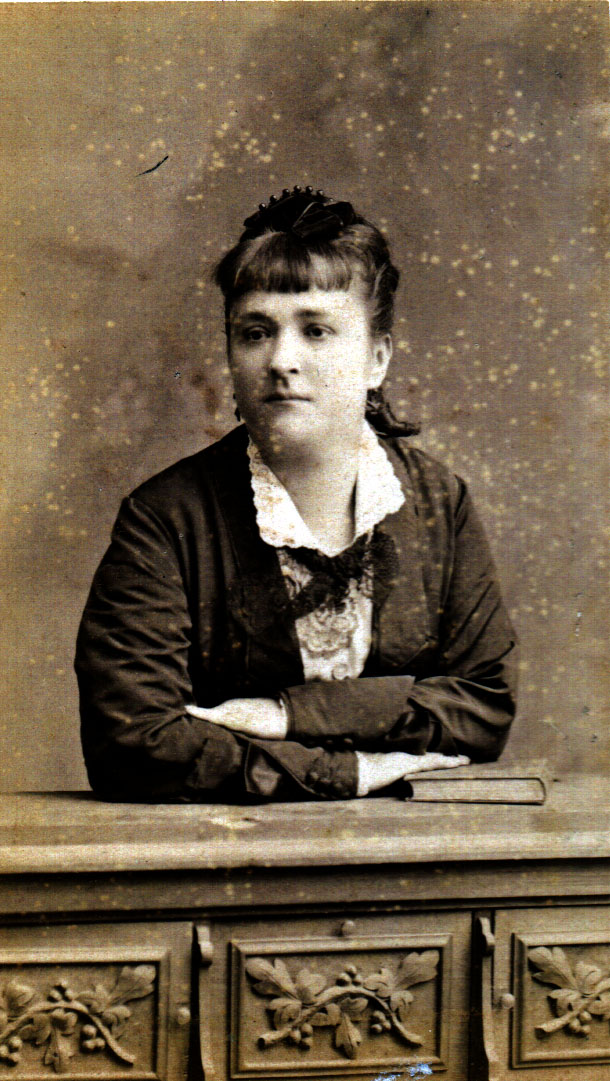
Teofilija Batschynska (1880)

Teofilija Jossypiwna Batschynska (ukrainisch Теофілія Йосипівна Бачинська, * 1837 in Vilnius, Gouvernement Wilna, Russisches Kaiserreich; † 17. Januar 1906 in Sambir, Galizien, Österreich-Ungarn) war eine ukrainische Schauspielerin.

## Biografie
Von 1853 bis 1863 trat sie in polnischen, russischen und ukrainischen Schauspielensembles in Kiew, Kamjanez-Podilskyj und Schytomyr auf. Von 1864 bis 1867 trat sie im Theater der Ruthenischen Konversationsgesellschaft auf und leitete den weiblichen Teil des Ensembles. Von 1868 bis 1875 trat sie in den polnisch-ukrainischen Ensembles ihres Ehemanns Omeljan in Galizien auf.
Zu Batschynskas wichtigsten Rollen gehörten Halja in Taras Schewtschenkos Drama Nasar Stodolja und Marussija in Hryhorij Kwitka-Osnowjanenkos gleichnamigen Melodram, deren Rolle sie bei der Eröffnungsaufführung des Theaters der Ruthenischen Konversationsgesellschaft in Lwiw spielte. Sie erhielt für diesen Auftritt gute Rezensionen von deutschen, polnischen und ukrainischen Kritikern.